# Abacion magnum
Abacion magnum är en mångfotingart som först beskrevs av Loomis 1943.  Abacion magnum ingår i släktet Abacion och familjen Abacionidae. Inga underarter finns listade i Catalogue of Life.